# Café Central

Logo

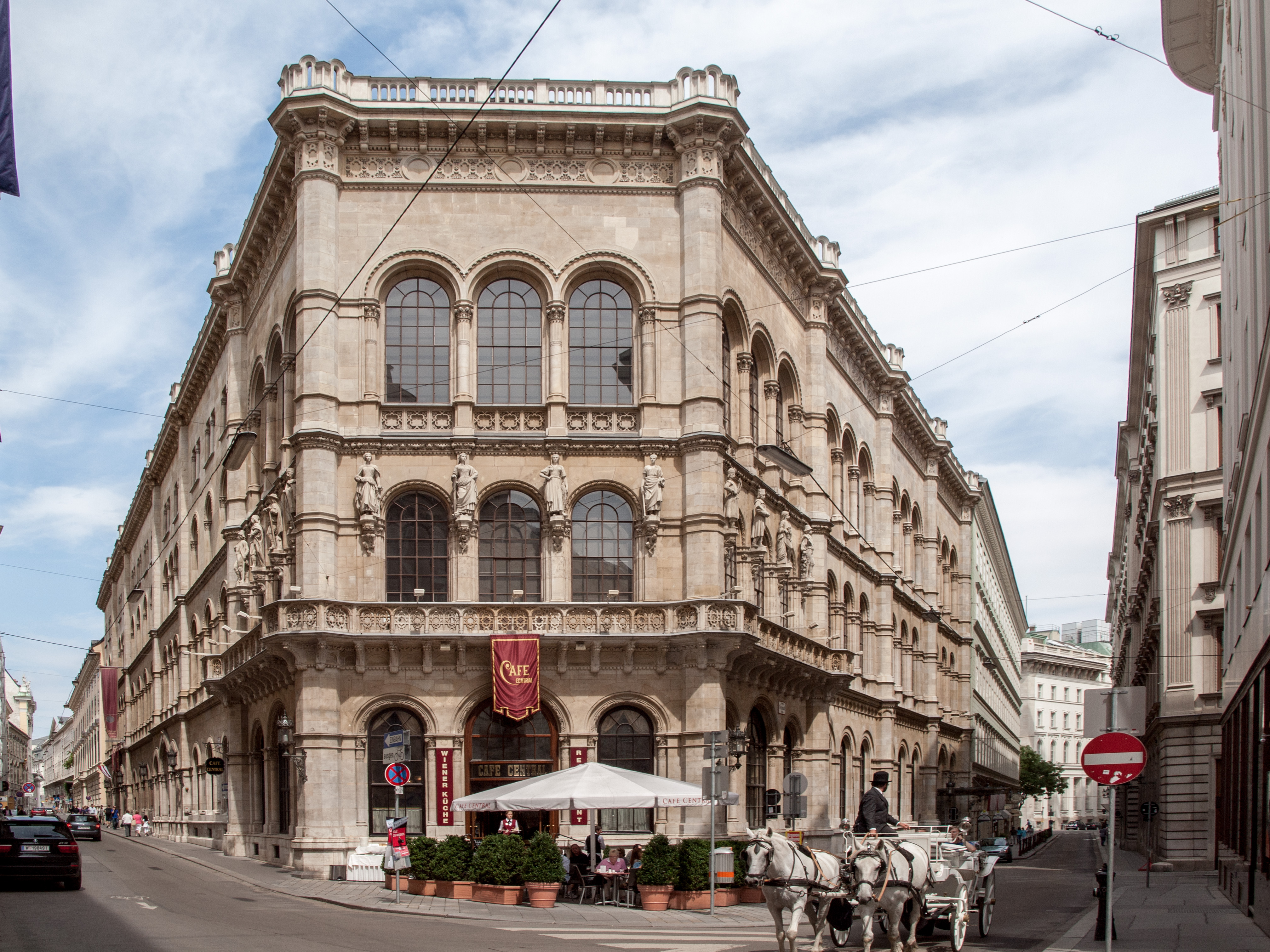
Eingang zum Café Central Ecke Herrengasse / Strauchgasse

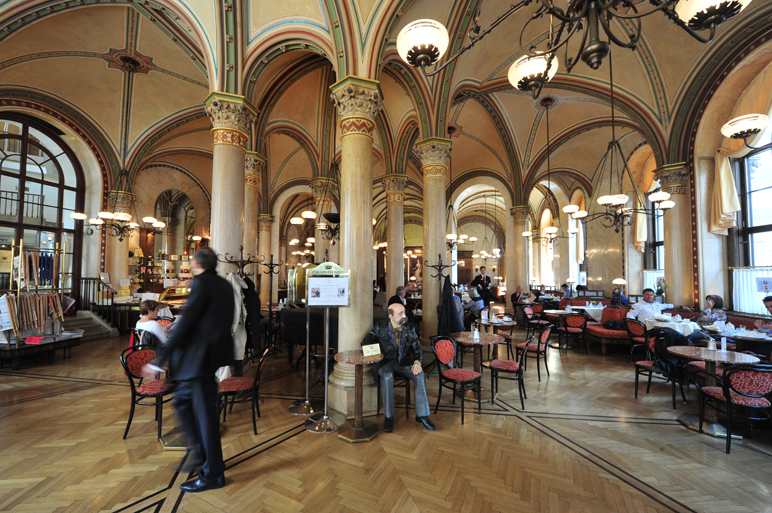
Café Central innen (2010)

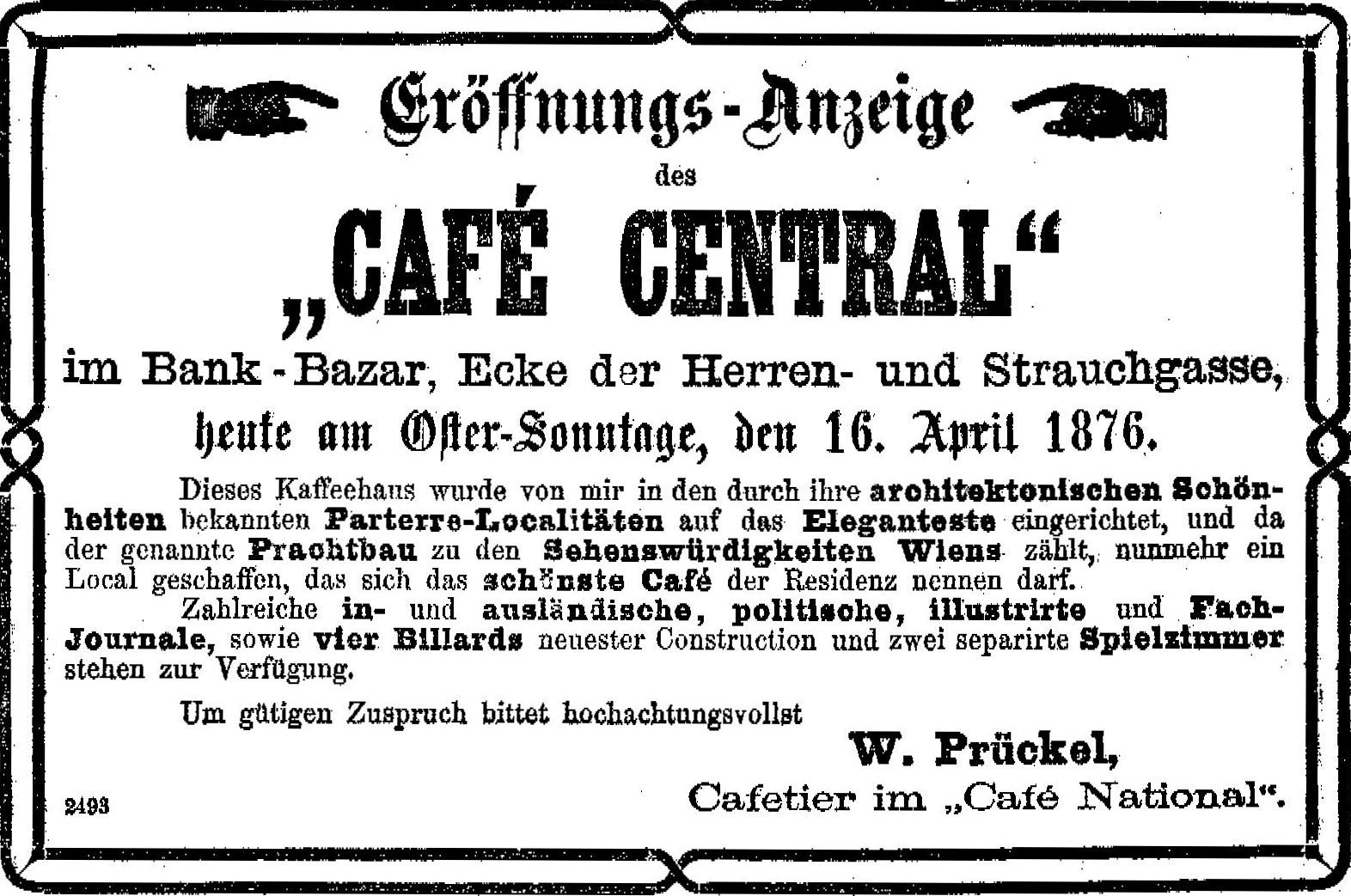
Eröffnungs-Anzeige, Die Presse, 16. April 1876

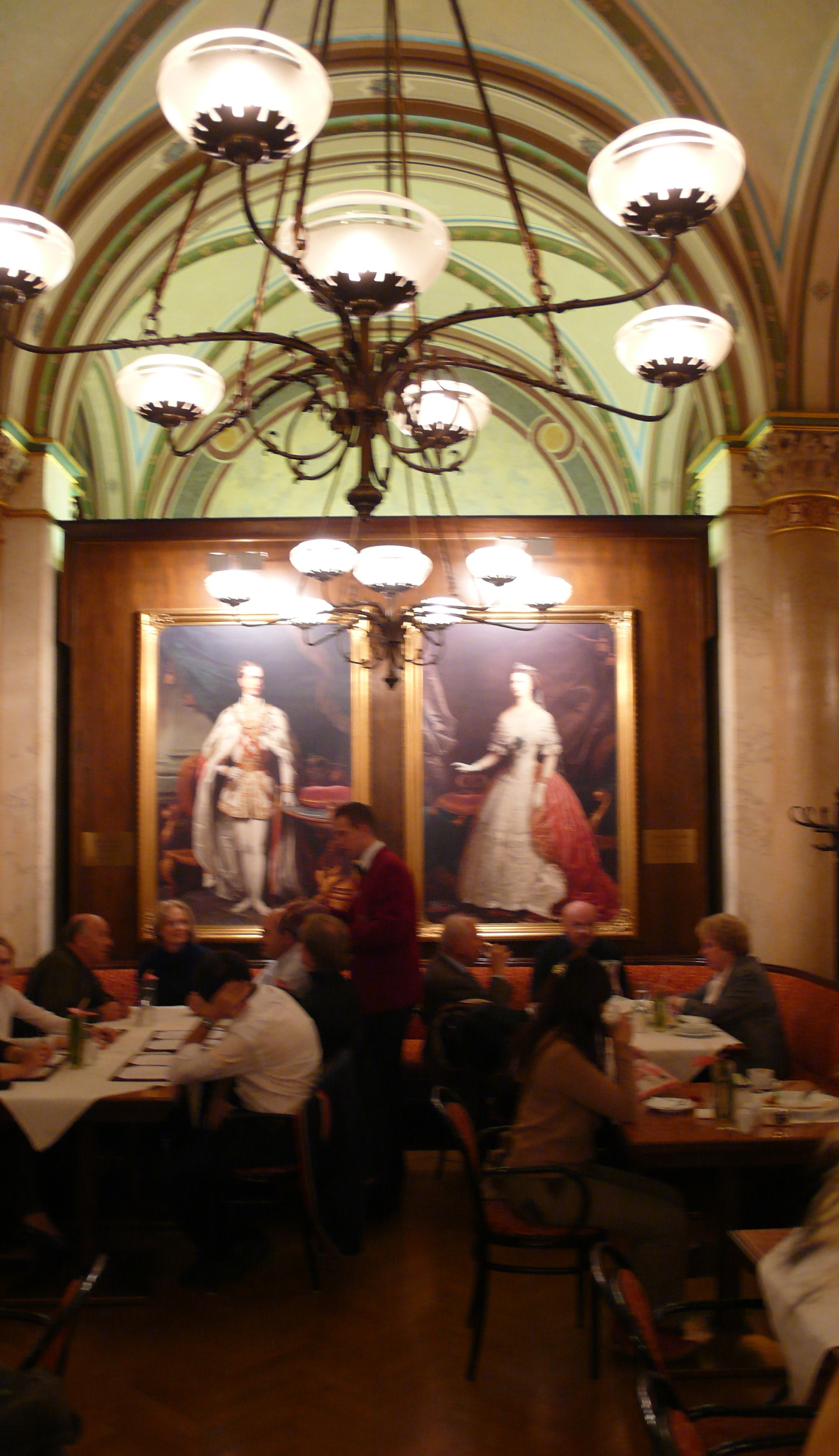
Franzl und Sisi

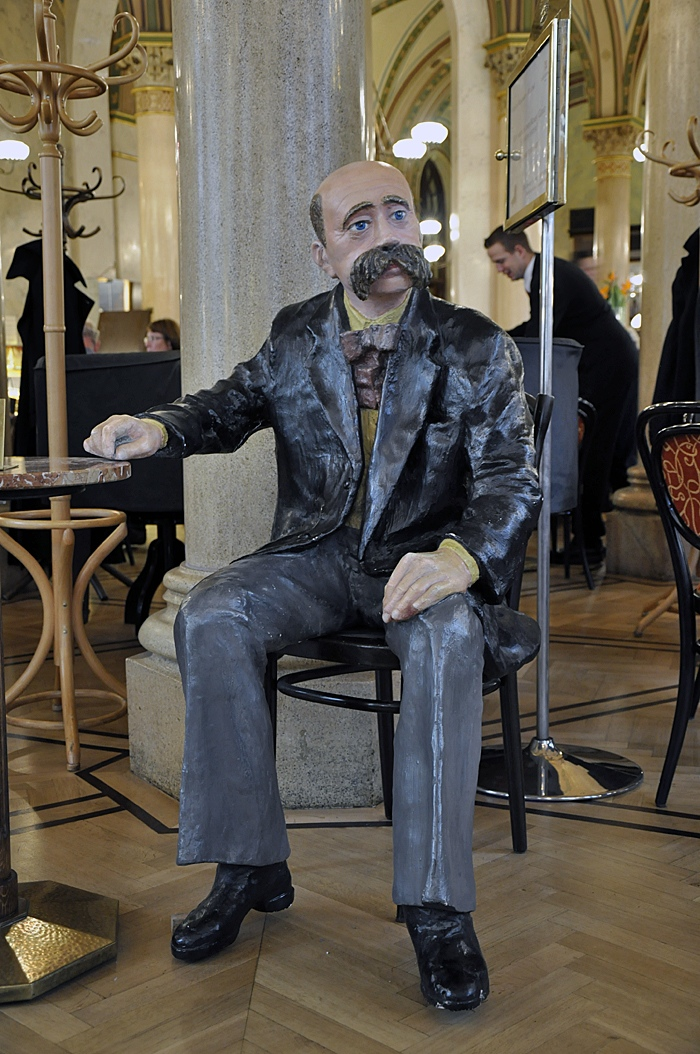
Figur des Peter Altenberg im Eingangsbereich

Das Café Central ist ein Kaffeehaus in Wien. Es befindet sich in der Herrengasse 14, Ecke Strauchgasse, im Ersten Bezirk im ehemaligen Bank- und Börsengebäude, das heute nach seinem Architekten Heinrich von Ferstel Palais Ferstel genannt wird. Es ist ein im toskanischen Neorenaissance-Stil errichtetes Gebäude.

## Geschichte
Das Café wurde im Bank-Bazar am 16. April 1876 eröffnet vom Kaffeesieder Wenzel Prückel (1838–1917), Besitzer des Café National in der Taborstraße 18, Begründer des späteren Café Siller (Laurenzerberg 4/Schwedenplatz 3), von 1905 bis 1908 Inhaber und bleibender Namensgeber des Ringstraßenlokals Café Prückel. Prückel, seit 7. Juni 1873 Bürger der Stadt Wien, führte den Betrieb bis zum 15. November 1890, nachgefolgt von Carl Bumberger, bis dahin Erster Oberkellner bei Eduard Sacher.
Im späten 19. Jahrhundert wurde das Lokal, auch durch den Abriss des Cafés Griensteidl, zu einem der wichtigsten Treffpunkte geistigen Lebens in Wien. Zu den Stammgästen zählten unter anderem Peter Altenberg, Alfred Adler, Sigmund Freud, Egon Friedell, Hugo von Hofmannsthal, Anton Kuh, Adolf Loos (der das Café Museum entwarf), Leo Perutz, Otfried Krzyanowski und Alfred Polgar. Ebenso zählten die Schriftsteller Arthur Schnitzler, Robert Musil und Stefan Zweig zu häufigen Gästen. Zur Unterhaltung lagen 250 Zeitungen in 22 Sprachen auf.
Das Lokal schloss 1943, nachdem die Säulenhalle teilweise zerstört worden war. 1975, im Jahr des Denkmalschutzes, wurde das Palais Ferstel renoviert und das Central neu eröffnet. 1986 wurden die Räumlichkeiten nochmals aufwendig renoviert. Heute ist das Café Central einerseits ein Anziehungspunkt für Touristen, zum anderen ein gutbürgerliches Café, das vom Ruf seiner literarisch geprägten Vergangenheit lebt.

## Anekdotisches
Eine bekannte Anekdote besagt, dass der österreichische Politiker Heinrich Graf Clam-Martinic, auf die Möglichkeit einer Revolution in Russland angesprochen, gesagt haben soll: „Wer soll denn schon Revolution machen? Vielleicht der Herr Bronstein aus dem Café Central?“ Damit war Leo Trotzki, bürgerlich Bronstein, gemeint, der seit Oktober 1907 bis zum Beginn des Ersten Weltkrieges als Emigrant in Wien lebte und regelmäßig im Central Schach spielte und die insgesamt 251 im Café ausliegenden in- und ausländischen Zeitungen konsultierte. Bis 1938 nannte man das Café scherzhaft Die Schachhochschule.
Von Peter Altenberg wird gesagt, wenn er nicht im Central ist, ist er auf dem Weg dorthin. Er soll das Café auch als seine Wohnadresse angegeben haben.
Der Schriftsteller Alfred Polgar schrieb in Die Theorie des Café Central:

„Das Central ist nämlich kein Caféhaus wie andere Caféhäuser, sondern eine Weltanschauung […] Seine Bewohner sind größtenteils Leute, deren Menschenfeindlichkeit so heftig ist wie ihr Verlangen nach Menschen, die allein sein wollen, aber dazu Gesellschaft brauchen […] Die Gäste des Central kennen, lieben und gering schätzen einander […] Es gibt Schaffende, denen nur im Central nichts einfällt, überall anderswo weit weniger […].“

## Fernsehsendung
Österreichweite Bekanntheit erlangte das Haus durch die ORF-Diskussionssendung Café Central. Diese wurde von 1982 bis 1991 unter der Leitung von Ernst Wolfram Marboe aus dem Central übertragen.